# Malayo-polynesische Sprachen

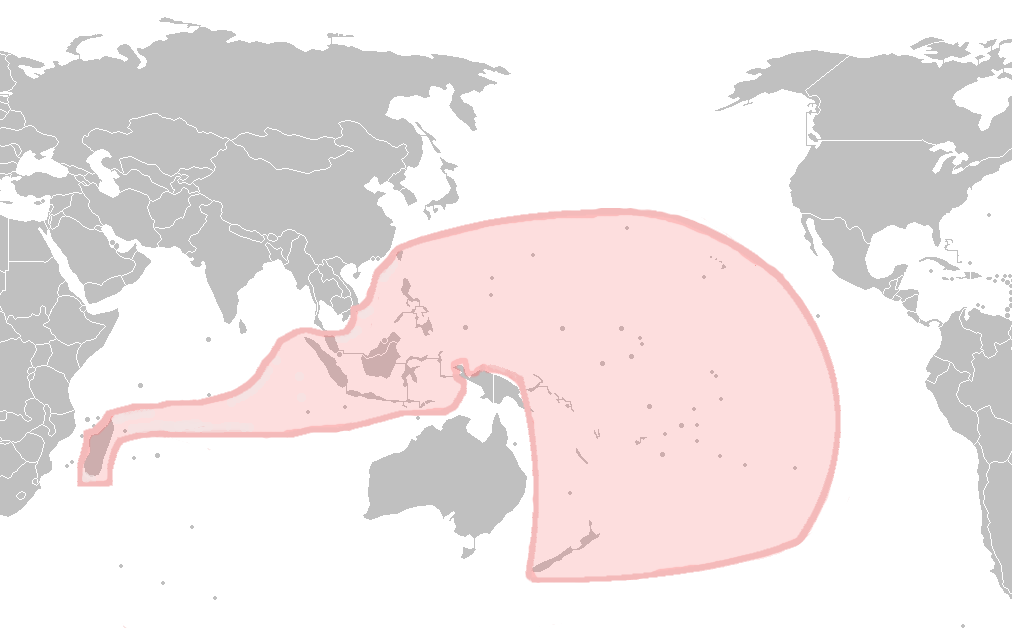
Verbreitungsgebiet der austronesischen Sprachen. Außerhalb von Taiwan sind dies allesamt malayo-polynesische Sprachen.

Die malayo-polynesischen Sprachen sind die mit Abstand bedeutendste und sprecherreichste Untergruppe der austronesischen Sprachen. Sie umfassen etwa 1100 Sprachen mit fast 300 Millionen Sprechern. Sie sind weit verbreitet über die Inseln Südostasiens und des Pazifik, nur wenige Mitglieder dieser Sprachfamilie werden auf dem asiatischen Festland gesprochen. Das auf Madagaskar gesprochene Malagasy ist geographisch von den übrigen weit entlegen, die Sprache der Osterinsel (Rapanui) stellt das östliche Extrem dar. Das Malayo-Polynesische teilt sich in zwei Hauptgruppen, das West-Malayo-Polynesische und das Zentral-Ost-Malayo-Polynesische. Dabei stellt nur der letztere Zweig eine durch gemeinsam ererbte Innovationen definierte Untergruppe dar, wohingegen der West-Zweig höchstwahrscheinlich aus mehreren gleichrangigen Untergruppen besteht, somit also paraphyletisch ist.
Charakteristisch für die malayo-polynesischen Sprachen sind die Neigung zur produktiven Reduplikation (Wiederholung von Wortteilen oder ganzen Wörtern), das Fehlen von Konsonantenhäufungen und die geringe Anzahl von Vokalen im Phonemsystem (üblicherweise fünf).
Die über 1100 malayo-polynesischen Sprachen werden von rund 300 Millionen Sprechern auf den Philippinen, in Malaysia, Indonesien, Osttimor, Papua-Neuguinea, Ozeanien und Madagaskar gesprochen. Sie bestehen aus zwei Hauptzweigen:
- West-Malayo-Polynesisch: 445 Sprachen, 284 Millionen Sprecher; Philippinen, Indonesien, Malaysia, Madagaskar und
- Zentral-Ost-Malayo-Polynesisch: 680 Sprachen, 7,5 Millionen Sprecher; Molukken, Timor, Flores, in Neuguinea und Ozeanien gesprochen – Es besteht wiederum aus zwei Hauptzweigen:
  - Zentral-Malayo-Polynesisch: 151 Sprachen, 4,5 Millionen Sprecher; auf den Molukken, auf Timor, Flores, Sumba und in West-Neuguinea gesprochen werden. Tetum ist eine Amtssprache Osttimors. Weitere Sprachen sind Nationalsprachen Osttimors und
  - Ost-Malayo-Polynesisch: 527 Sprachen, 2,8 Millionen Sprecher in Neuguinea, Melanesien, Mikronesien und Polynesien gesprochen werden.

Zu den Wanderungsbewegungen der Sprecher malayo-polynesischer Sprachen in ihre heutigen Siedlungsgebiete siehe austronesische Sprachen.

## Klassifikation und Verbreitungsgebiete der malayo-polynesischen Sprachen
In diesem Abschnitt wird die innere Struktur (Klassifikation) des Malayo-Polynesischen im Detail dargestellt. Zusätzlich werden die Anzahl der Sprachen, aktuelle Sprecherzahlen und die Verbreitungsgebiete der einzelnen Zweige und Unterzweige angegeben.
1. West-Malayo-Polynesisch

Der westliche Teil des malayo-polynesischen Sprachraums mit Untergruppen:
Philippinische Sprachen
Nord-Borneo- (im weiteren Sinne) und Barito-Sprachen
andere west-malayo-polynesische Sprachen
Zentral-malayo-polynesische Sprachen
Süd-Halmahera-West-Neuguinea-Sprachen
Ozeanische Sprachen

  1. Philippinen (132 Sprachen, 68 Millionen Sprecher; Philippinen, Sangir, Nord-Sulawesi)
    1. Nord-Philippinen (45 Sprachen, 13 Millionen Sprecher; Bashi, Nord-Luzon, Zentral-Luzon, Nord-Mindoro)
    2. Meso-Philippinen (46 Sprachen, 49 Millionen Sprecher; Zentral-Philippinen, Süd-Mangyan, Palawan, Kalamian)
    3. Süd-Philippinen (21 Sprachen, 2,6 Millionen Sprecher; Manobo, Danao, Subanun)
    4. Süd-Mindanao (4 Sprachen, 4.000 Sprecher; Süd-Mindanao)
    5. Sangir-Sprachen (6 Sprachen, 600.000 Sprecher; Nord-Sulawesi)
    6. Minahasa-Sprachen (3 Sprachen, 250.000 Sprecher; Nord-Sulawesi)
    7. Gorontalo-Mongondow-Sprachen (7 Sprachen, 2,2 Millionen Sprecher; Nord- und Nordost-Sulawesi): Gorontalo, Mongondow

  2. Chamorro, Palauisch (je eine Sprache, zusammen 100.000 Sprecher; Marianen, Palau)
  3. Sama-Bajaw (8 Sprachen, 500.000 Sprecher; Sulu-, Sulawesi- und Floressee)
  4. Malayo-Sumbawa (77 Sprachen, 107 Millionen Sprecher; Malaysia, Indonesien: Sumatra, Java, Madura, Bali u. a.)
    1. Malaiisch (60 Sprachen, 60 Millionen Sprecher; Malaysia, Indonesien)
    2. Aceh-Chamisch (8 Sprachen, 3,9 Millionen Sprecher; China: Hainan; Vietnam, Kambodscha / Indonesien: Nord-Sumatra)
    3. Embaloh-Taman (2 Sprachen, 15.000 Sprecher; Zentral-Borneo (Kalimantan))
    4. Sundanesisch (2 Sprachen, 27 Millionen Sprecher; Sunda)
    5. Maduresisch (2 Sprachen, 10 Millionen Sprecher; Madura)
    6. Bali-Sasak-Sumbawa-Sprachen (3 Sprachen, 6,3 Millionen Sprecher; Balinesisch, Sasak, Sumbawa)

  5. Javanisch (3 Sprachen, 76 Millionen Sprecher; Java)
  6. Nordwest-Sumatra (11 Sprachen, 6,7 Millionen Sprecher; Nordwest-Sumatra, Barrier-Inseln)
    1. Barrier-Inseln (5 Sprachen, 670.000 Sprecher; Simeulue, Nias, Mentawai, Enggano)
    2. Batak (5 Sprachen, 5,9 Millionen Sprecher; Nordwest-Sumatra: Batak-Land)
    3. Gayo (1 Sprache, 180.000 Sprecher; Nord-Sumatra (Takengon, Genteng, Lokon))

  7. Lampung (7 Sprachen, 3,5 Millionen Sprecher; Südspitze Sumatras)
  8. Rejang (1 Sprache, 1 Million Sprecher; Südwest-Sumatra)
  9. Moken-Moklen (2 Sprachen, 9.000 Sprecher; Süd-Burma, Süd-Thailand (Westküste, Inseln))
  10. Nord-Borneo (60 Sprachen, 600.000 Sprecher; Nordwest-Borneo: Sabah, Nord-Sarawak)
    1. Sabah (36 Sprachen, 500.000 Sprecher; Nordwest-Borneo: Sabah)
    2. Nord-Sarawak (24 Sprachen, 100.000 Sprecher; Nordwest-Borneo: Nord-Sarawak)

  11. Kayan-Murik (16 Sprachen, 40.000 Sprecher; Zentral-Borneo: Kalimantan, auch Sarawak)
  12. Land-Dayak-Sprachen (12 Sprachen, 450.000 Sprecher; Süd-Sarawak)
  13. Ost-Barito-Malagasy (7 Sprachen, 14,3 Millionen Sprecher; Südostspitze Borneos / Madagaskar)
  14. Barito-Mahakam (18 Sprachen, 170.000 Sprecher; Südost-Borneo (Kalimantan) (nördl. Ost-Barito))
  15. West-Barito (6 Sprachen, 520.000 Sprecher; Zentral-Süd-Borneo (Kalimantan)): Ngaju
  16. Muna-Buton-Sprachen (11 Sprachen, 530.000 Sprecher; Südost-Sulawesi: Cia-Cia, Muna, Tukangbesi)
  17. Wotu-Wolio-Sprachen (5 Sprachen, 45.000 Sprecher; Südost-Sulawesi: Wolio, Wotu)
  18. Bungku-Tolaki-Sprachen (16 Sprachen, 420.000 Sprecher; Südost-Sulawesi): Tolaki, Bungku
  19. Saluan-Banggai-Sprachen (5 Sprachen, 200.000 Sprecher; östliches Zentral-Sulawesi, Banggai, Saluan)
  20. Tomini-Tolitoli-Sprachen (6 Sprachen, 180.000 Sprecher; westliches Nord-Sulawesi): Tomini, Tolitoli
  21. Kaili-Pamona-Sprachen (12 Sprachen, 460.000 Sprecher; nordwestliches Zentral-Sulawesi: Kaili, Pamona)
  22. Süd-Sulawesi (27 Sprachen, 7 Millionen Sprecher; Süd- und West-Zentral-Sulawesi)
2. Zentral-Ost-Malayo-Polynesisch
  1. Zentral-Malayo-Polynesisch
    1. Nord-Bomberai (vier Sprachen, 2.000 Sprecher; Irian Jaya: nördl. Bomberai-Halbinsel)
    2. Süd-Bomberai (eine Sprache, 600 Sprecher; Irian Jaya: südliche Bomberai-Halbinsel)
    3. Zentral-Molukken (52 Sprachen, 330.000 Sprecher; Banda, Seram, Ambon, Sula)
    4. Teor-Kur (zwei Sprachen, 4.000 Sprecher; Teor, Kur)
    5. Aru (13 Sprachen, 50.000 Sprecher; Aru-Inseln)
    6. Südost-Molukken (5 Sprachen, 180.000 Sprecher; Kai, Fordata, Yamdena, Tanimbar)
    7. Babar (9 Sprachen, 10.000 Sprecher; Babar)
    8. Timor-Flores (41 Sprachen, 2 Millionen Sprecher; Timor, Roti, Alor, Wetar, Flores): Tetum, Uab Meto, Manggarai, Kambera, Lewotobi und andere.
    9. Bima-Sumba (24 Sprachen, 1,9 Millionen Sprecher; Sumba, Sumbawa): Bima

  2. Ost-Malayo-Polynesisch
    1. Süd-Halmahera-West-Neuguinea (SHWNG-Gruppe) (39 Sprachen, 135.000 Sprecher; Süd-Halmahera, West-Neuguinea)
      1. Süd-Halmahera (6 Sprachen, 50.000 Sprecher; Süd-Halmahera)
      2. West-Neuguinea (33 Sprachen, 85.000 Sprecher; West-Neuguinea)

    2. Ozeanisch (489 Sprachen, 2,7 Millionen Sprecher; Ozeanien: Mikronesisch, Melanesisch, Polynesisch)
      1. Admiralitäts-Inseln (32 Sprachen einschließlich Yapesisch, 30.000 Sprecher; Admiralitäts-Inseln, Yap)
      2. West-Ozeanisch (231 Sprachen, 770.000 Sprecher; Nord-, Ost- und Zentral-Neuguinea, Meso-Melanesien)
        1. Nord-Neuguinea (102 Sprachen, 210.000 Sprecher; Nord-Neuguinea)
        2. Ost-Zentral-Papua-Neuguinea (62 Sprachen, 240.000 Sprecher)
        3. Meso-Melanesisch (67 Sprachen, 320.000 Sprecher; Meso-Melanesien: Vitu, Unea, Neubritannien, Neuirland, Nordwest-Salomonen)

      3.  Zentral-Ost-Ozeanisch (226 Sprachen, 2 Millionen Sprecher)
        1. Südost-Salomonen (26 Sprachen, 220.000 Sprecher)
        2. Santa Cruz (6 Sprachen, 1.200 Sprecher)
        3. Nord-Zentral-Vanuatu (90 Sprachen, 80.000 Sprecher)
        4. Süd-Vanuatu (8 Sprachen, 18.000 Sprecher)
        5. Neukaledonien (30 Sprachen, 33.000 Sprecher)
        6. Loyalty-Inseln (3 Sprachen, 23.000 Sprecher)
        7. Mikronesisch (20 Sprachen, 220.000 Sprecher; Mikronesien: Ikiribati, Kosrae, Marshallinseln, Ponape, Chuuk, Nauru)
        8. Zentral-Pazifisch (43 Sprachen, 1,3 Millionen Sprecher; Fidschi, Polynesien)
          1. West-Fidschi-Rotuma (3 Sprachen, 70.000 Sprecher; West-Fidschi, Rotuma)
          2. Ost-Fidschi (4 Sprachen, 365.000 Sprecher)
          3. Polynesisch (36 Sprachen, 900.000 Sprecher)
            1. Tonga-Niue (2 Sprachen, 130.000 Sprecher; Tonga, Niue)
            2. Nuklear-Polynesisch
              1. Samoa-Gruppe (22 Sprachen, 500.000 Sprecher; Samoa, Wallis, Tuvalu, Futuna, Pukapuka, Tokelau)
              2. Ost-Polynesisch (12 Sprachen, 270.000 Sprecher; Hawaii, Mangareva, Marquesas, Tahiti, Rarotonga, Tuamotu, Rakahanga, Neuseeland (Maori), Osterinsel (Rapanui) u. a.)

## Malayo-polynesische Millionen-Sprachen
Es gibt etwa 30 malayo-polynesische Sprachen mit mindestens einer Million Sprecher, davon werden 10 auf den Philippinen, 18 in Malaysia und Indonesien und eine auf Madagaskar gesprochen. In der folgenden Tabelle ist neben der Sprecherzahl (Muttersprachler) die Unterfamilie des Malayo-Polynesischen angegeben, zu der die Sprache gehört, und zusätzlich das Verbreitungsgebiet, wenn es aus dem Namen der Untergruppe nicht hervorgeht. Die Angabe „S2“ umfasst die Anzahl der Muttersprachler und der Zweitsprecher dieser Sprache. Die Tabelle ist geographisch geordnet.
| Sprache                     | Sprecherzahl | S2       | Untergruppe (Verbreitungsgebiet)   |
| --------------------------- | ------------ | -------- | ---------------------------------- |
| Ilokano                     | 8 Mio.       |          | Nord-Philippinen                   |
| Pangasinán                  | 1,2 Mio.     |          | Nord-Philippinen                   |
| Pampangan                   | 2 Mio.       |          | Nord-Philippinen                   |
| Filipino / Tagalog          | 28 Mio.      | 45 Mio.  | Meso-Philippinen                   |
| Cebuano                     | 10 Mio.      | 18 Mio.  | Meso-Philippinen                   |
| Bikol                       | 2,5 Mio.     |          | Meso-Philippinen                   |
| Waray-Waray (Samar-Leyte)   | 2,5 Mio.     |          | Meso-Philippinen                   |
| Hiligaynon                  | 7 Mio.       |          | Meso-Philippinen                   |
| Magindanao                  | 1 Mio.       |          | Süd-Philippinen                    |
| Mongondow                   | 1 Mio.       |          | Gorontalo-Mongondow (Nordsulawesi) |
| Gorontalo                   | 1 Mio.       |          | Gorantalo-Mongondow (Nordsulawesi) |
| Makassar-Sprache            | 1,6 Mio.     |          | Südsulawesi                        |
| Buginesisch                 | 3,6 Mio.     |          | Südsulawesi                        |
| Bahasa Malaysia             | 10 Mio.      | 20 Mio.  | Malaiisch (Malaysia)               |
| Bahasa Indonesia            | 30 Mio.      | 170 Mio. | Malaiisch (Indonesien)             |
| Pattani (Thai Malay)        | 3 Mio.       |          | Malaiisch (Thailand)               |
| Banjaresisch (Borneo Malay) | 3 Mio.       |          | Malaiisch (Borneo)                 |
| Sulawesi Malay              | 1–2 Mio.     |          | Malaiisch (Sulawesi)               |
| Minangkabauisch             | 6,5 Mio.     |          | Para-Malaiisch (Sumatra)           |
| Achinesisch                 | 3 Mio.       |          | Cham-Achin (Sumatra)               |
| Sundanesisch                | 27 Mio.      |          | Sunda                              |
| Maduresisch                 | 10 Mio.      |          | Madura                             |
| Balinesisch                 | 4 Mio.       |          | Bali-Sasak-Sumbawa (Bali – Lombok) |
| Sasak                       | 2 Mio.       |          | Bali-Sasak-Sumbawa (Lombok)        |
| Javanisch                   | 75 Mio.      |          | Java                               |
| Batak Toba                  | 3,2 Mio.     |          | Batak (Nordwest-Sumatra)           |
| Batak Dairi                 | 1,2 Mio.     |          | Batak (Nordwest-Sumatra)           |
| Malagasy                    | 14 Mio.      |          | Ostbarito (Madagaskar)             |
| Tetum                       | 950.000      | 1,6 Mio. | Timor (Osttimor und Indonesien)    |

Alle anderen malayo-polynesischen Sprachen haben weniger als eine Million Sprecher. Vor allem die ozeanischen Sprachen sind oft sehr „klein“ und haben weniger als 1000 Sprecher. Eine Gesamtübersicht aller austronesischen Sprachen mit ihrer Klassifikation innerhalb des Austronesischen findet sich ebenfalls bei Ernst Kausen.